# Симон, Бернар
Берна́р/ Бернха́рд Симо́н (нем. Bernhard Simon; 1816—1900) — архитектор, академик Императорской Академии художеств.

## Биография

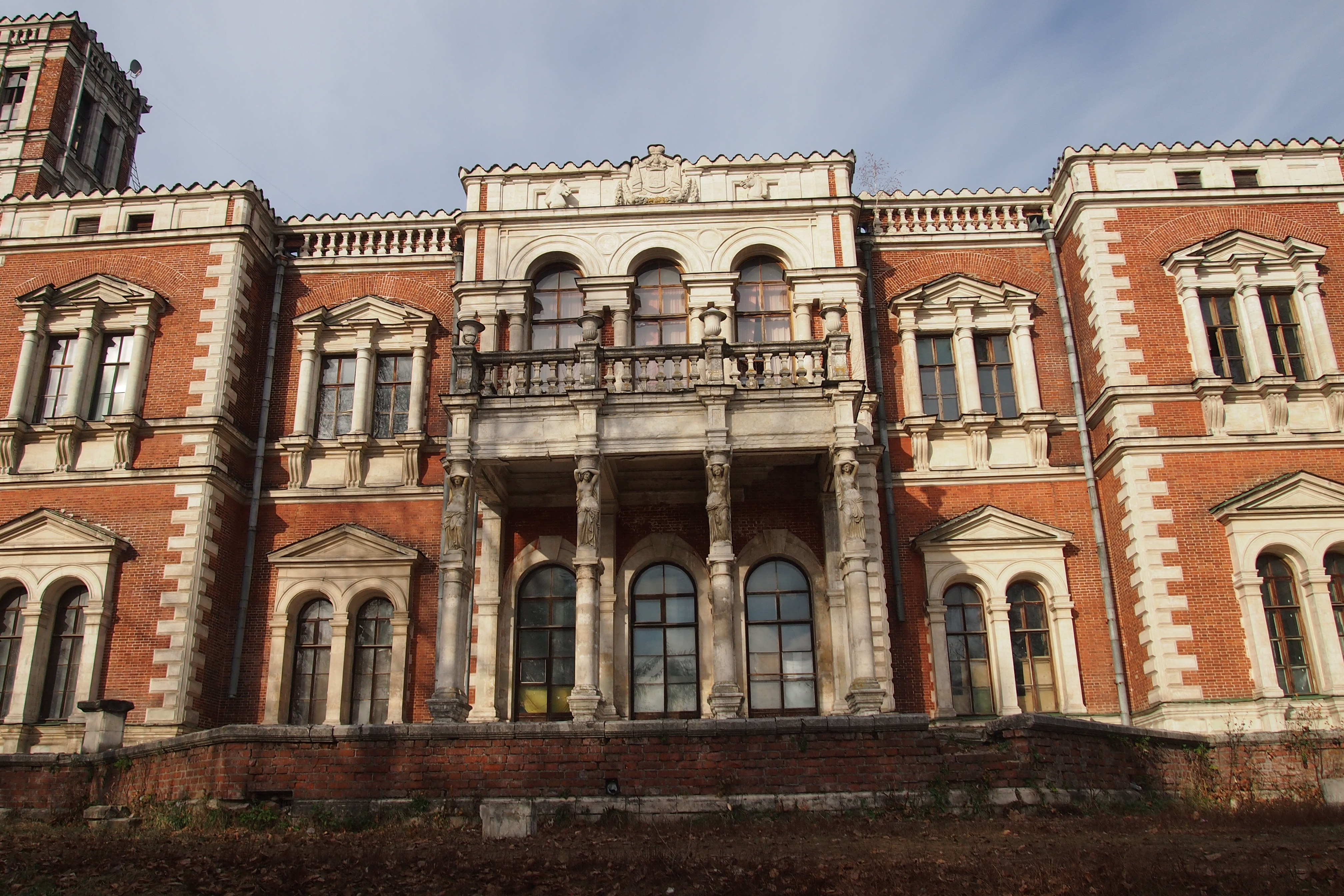
Усадьба Воронцовых в Быково.

Швейцарский подданный. Был аттестован Императорской Академией художеств на звание неклассного художника за проект «дома сумасшедших». Работал в Санкт-Петербурге (1839—1850-е) в качестве архитектора по заказам именитых семей. Получил звание академика архитектуры (1853).
Вернувшись в Швейцарию, Бернар Симон купил в Швейцарии (1868) в месте Бад-Рагац земли, названные им «двор Рагац», и право свободного пользования термальным источником на сто лет. По договору купли и концессии архитектор обязался возвести грандиозный гостиничный комплекс с парком, павильоном с питьевыми фонтанчиками, курзалом и общедоступными банями — «помывочными помещениями» — к курортному сезону 1870 года. В 1869 году Grand Hotel Quellenhof и термы Helenabath открыли двери. В 1870 году открывается курзал. В 1871 году Симон построил первый в Европе крытый термальный бассейн. К 1872 году Бад-Рагац был уже известен как один из самых модных курортов, куда во время высокого сезона съезжались богатые и знаменитые.
Архитектор умер в 1900 году и был похоронен в Бад-Рагаце с почестями в собственном склепе.

## Проекты и постройки

### Санкт-Петербург
- Особняк Нарышкиной. Караванная улица, 20 (1844)[4];
- Дворец Шуваловых. Набережная реки Фонтанки, 21 — Итальянская улица, 39 (1844—1846)[5];
- Дворец Юсуповых на Мойке (реконструкция и создание интерьеров)[6][7].

### Москва
- Дом графа Толстого;
- Дом князя П. Голицына;
- Комплекс зданий (усадебный дом и службы) в усадьбе Воронцовых-Дашковых Быково[8] (1843—1851)[9].